# НХЛ у сезоні 2009—2010
НХЛ у сезоні 2009/2010 — 93-й регулярний чемпіонат НХЛ. Стартував 1 жовтня, а також 2-3 жовтня ще чотирма виставковими матчами у Європі. Закінчилася регулярна першість 11 квітня 2010, опісля якої почалися матчі плей-оф на Кубок Стенлі. У середині сезону було проведено ігрову перерву з 15 лютого по 28 лютого щоб забезпечити участь гравці НХЛ у зимових Олімпійських іграх 2010 в Ванкувері. Через «олімпійську перерву», не проводився в цьому сезоні матч всіх зірок НХЛ.

## Передсезоння
26-27 червня 2009 року в Монреальському Белл-центрі відбувся 47-й драфт новачків НХЛ. Церемонія обрання молодих талантів стала частиною урочистих заходів присвячених святкуванню сторіччя місцевої хокейної команди.
Всього на драфті було обрано 210 молодих хокеїстів з 11 країн світу. З них 119 є нападниками, 70 — захисниками і 21 — голкіперами.

## Європейська прем'єра
29 вересня в Цюриху відбувся матч за Кубок Вікторії між ЦСК Лайонс та Чикаго Блекгокс, швейцарці перемогли 2:1.
Відкриття сезону відбулось 2 жовтня в Європі двома матчами у Стокгольмі між Детройт Ред-Вінгс та Сент-Луїс Блюз. «Блюзмени» двічі перемогли 4:3 та 5:3. 
Чикаго Блекгокс та Флорида Пантерс обмінялись перемогами на фінський арені Hartwall Arena.

## Зимова класика
1 січня на бейсбольній арені Фенвей Парк (домашній стадіон «Бостон Ред-Сокс») відбувся традиційний матч просто неба. Бостон Брюїнс переміг в овертаймі Філадельфію Флайєрс 2:1.

## Особливості сезону 2009/2010
З 15 лютого по 1 березня НХЛ перервала сезон заради хокейного турніру на Олімпійських іграх у Ванкувері. Через що ліга вирішала не проводити Матч усіх зірок НХЛ.
Це була четверта Олімпіада, в якій брали участь гравці з НХЛ.
У фіналі зустрілись збірні США та Канади, які складались повністю з гравців НХЛ.

## Підсумкові турнірні таблиці
| Східна конференція        |                      |    |    |    |    |          |           |      |
| Атлантичний дивізіон      |                      |    |    |    |    |          |           |      |
| #                         | Команда              | І  | В  | П  | ПО | Закинуто | Пропущено | Очки |
| 1                         | Нью-Джерсі Девілс*   | 82 | 48 | 27 | 7  | 222      | 191       | 103  |
| 2                         | Піттсбург Пінгвінс*  | 82 | 47 | 28 | 7  | 257      | 237       | 101  |
| 3                         | Філадельфія Флайєрс* | 82 | 41 | 35 | 6  | 236      | 225       | 88   |
| 4                         | Нью-Йорк Рейнджерс   | 82 | 38 | 33 | 11 | 222      | 218       | 87   |
| 5                         | Нью-Йорк Айлендерс   | 82 | 34 | 37 | 11 | 222      | 264       | 79   |
| Північно-Східний дивізіон |                      |    |    |    |    |          |           |      |
| #                         | Команда              | І  | В  | П  | ПО | Закинуто | Пропущено | Очки |
| 1                         | Баффало Сейбрс*      | 82 | 45 | 27 | 10 | 235      | 207       | 100  |
| 2                         | Оттава Сенаторс*     | 82 | 44 | 32 | 6  | 225      | 238       | 94   |
| 3                         | Бостон Брюїнс*       | 82 | 39 | 30 | 13 | 206      | 200       | 91   |
| 4                         | Монреаль Канадієнс*  | 82 | 39 | 33 | 10 | 217      | 223       | 88   |
| 5                         | Торонто Мейпл-Ліфс   | 82 | 30 | 38 | 14 | 214      | 267       | 74   |
| Південно-Східний дивізіон |                      |    |    |    |    |          |           |      |
| #                         | Команда              | І  | В  | П  | ПО | Закинуто | Пропущено | Очки |
| 1                         | Вашингтон Кепіталс*  | 82 | 54 | 15 | 13 | 318      | 233       | 121  |
| 2                         | Атланта Трешерс      | 82 | 35 | 34 | 13 | 234      | 256       | 83   |
| 3                         | Кароліна Гаррікейнс  | 82 | 35 | 37 | 10 | 230      | 256       | 80   |
| 4                         | Тампа-Бей Лайтнінг   | 82 | 34 | 36 | 12 | 217      | 260       | 80   |
| 5                         | Флорида Пантерс      | 82 | 32 | 37 | 13 | 208      | 244       | 77   |

| Західна конференція        |                      |    |    |    |    |          |           |      |
| Центральний дивізіон       |                      |    |    |    |    |          |           |      |
| #                          | Команда              | І  | В  | П  | ПО | Закинуто | Пропущено | Очки |
| 1                          | Чикаго Блекгокс*     | 82 | 52 | 22 | 8  | 271      | 209       | 112  |
| 2                          | Детройт Ред-Вінгс*   | 82 | 44 | 24 | 14 | 229      | 216       | 102  |
| 3                          | Нашвілл Предаторс*   | 82 | 47 | 29 | 6  | 225      | 225       | 100  |
| 4                          | Сент-Луїс Блюз       | 82 | 40 | 32 | 10 | 225      | 223       | 90   |
| 5                          | Колумбус Блю-Джекетс | 82 | 32 | 35 | 15 | 216      | 259       | 79   |
| Північно-Західний дивізіон |                      |    |    |    |    |          |           |      |
| #                          | Команда              | І  | В  | П  | ПО | Закинуто | Пропущено | Очки |
| 1                          | Ванкувер Канакс*     | 82 | 49 | 28 | 5  | 272      | 222       | 103  |
| 2                          | Колорадо Аваланч*    | 82 | 43 | 30 | 9  | 244      | 233       | 95   |
| 3                          | Калгарі Флеймс       | 82 | 40 | 32 | 10 | 204      | 210       | 90   |
| 4                          | Міннесота Вайлд      | 82 | 38 | 36 | 8  | 219      | 246       | 84   |
| 5                          | Едмонтон Ойлерс      | 82 | 27 | 47 | 8  | 214      | 284       | 62   |
| Тихоокеанський дивізіон    |                      |    |    |    |    |          |           |      |
| #                          | Команда              | І  | В  | П  | ПО | Закинуто | Пропущено | Очки |
| 1                          | Сан-Хосе Шаркс*      | 82 | 51 | 20 | 11 | 264      | 215       | 113  |
| 2                          | Фінікс Койотс*       | 82 | 50 | 25 | 7  | 225      | 202       | 107  |
| 3                          | Лос-Анджелес Кінгс*  | 82 | 46 | 27 | 9  | 241      | 219       | 101  |
| 4                          | Анагайм Дакс         | 82 | 39 | 32 | 11 | 238      | 251       | 89   |
| 5                          | Даллас Старс         | 82 | 37 | 31 | 14 | 237      | 254       | 88   |

## Статистика регулярного чемпіонату
| Польові гравці | Польові гравці    | Польові гравці     | Польові гравці |
| -------------- | ----------------- | ------------------ | -------------- |
| Бомбардири     |                   |                    |                |
| #              | Гравець           | Команда            | Очки           |
| 1              | Генрік Седін      | Ванкувер Канакс    | 112            |
| 2              | Сідні Кросбі      | Піттсбург Пінгвінс | 109            |
| 3              | Олександр Овечкін | Вашингтон Кепіталс | 109            |
| 4              | Ніклас Бекстрем   | Вашингтон Кепіталс | 101            |
| 5              | Стівен Стемкос    | Тампа-Бей Лайтнінг | 95             |
| Снайпери       |                   |                    |                |
| #              | Гравець           | Команда            | Голи           |
| 1              | Сідні Кросбі      | Піттсбург Пінгвінс | 51             |
| 1              | Стівен Стемкос    | Тампа-Бей Лайтнінг | 51             |
| 3              | Олександр Овечкін | Вашингтон Кепіталс | 50             |
| 4              | Патрік Марло      | Сан-Хосе Шаркс     | 44             |
| 5              | Маріан Габорик    | Нью-Йорк Рейнджерс | 42             |
| Асистенти      |                   |                    |                |
| #              | Гравець           | Команда            | Паси           |
| 1              | Генрік Седін      | Ванкувер Канакс    | 83             |
| 2              | Джо Торнтон       | Сан-Хосе Шаркс     | 69             |
| 3              | Ніклас Бекстрем   | Вашингтон Кепіталс | 68             |
| 4              | Бред Річардс      | Даллас Старс       | 67             |
| 5              | Мартен Сан-Луї    | Тампа-Бей Лайтнінг | 65             |
| Плюс-Мінус     |                   |                    |                |
| #              | Гравець           | Команда            | +/-            |
| 1              | Джеф Шульц        | Вашингтон Кепіталс | 50             |
| 2              | Олександр Овечкін | Вашингтон Кепіталс | 45             |
| 3              | Майк Грін         | Вашингтон Кепіталс | 39             |
| 4              | Ніклас Бекстрем   | Вашингтон Кепіталс | 37             |
| 5              | Даніель Седін     | Ванкувер Канакс    | 36             |

| Воротарі                                     | Воротарі       | Воротарі           | Воротарі   |
| -------------------------------------------- | -------------- | ------------------ | ---------- |
| За кількістю перемог                         |                |                    |            |
| #                                            | Гравець        | Команда            | Перемоги   |
| 1                                            | Мартін Бродо   | Нью-Джерсі Девілс  | 45         |
| 2                                            | Євген Набоков  | Сан-Хосе Шаркс     | 44         |
| 3                                            | Ілля Бризгалов | Фінікс Койотс      | 42         |
| 4                                            | Раєн Міллер    | Баффало Сейбрс     | 41         |
| 5                                            | Роберто Луонго | Ванкувер Канакс    | 40         |
| % відбитих кидків                            |                |                    |            |
| #                                            | Гравець        | Команда            | %ОБ        |
| 1                                            | Туукка Раск    | Бостон Брюїнс      | 93.1       |
| 2                                            | Раєн Міллер    | Баффало Сейбрс     | 92.9       |
| 3                                            | Томаш Вокоун   | Флорида Пантерс    | 92.5       |
| 4                                            | Ярослав Галак  | Монреаль Канадієнс | 92.4       |
| 4                                            | Джиммі Говард  | Детройт Ред-Вінгс  | 92.4       |
| За пропущеними шайбами (в середньому за гру) |                |                    |            |
| #                                            | Гравець        | Команда            | Проп.      |
| 1                                            | Туукка Раск    | Бостон Брюїнс      | 1.97       |
| 2                                            | Раєн Міллер    | Баффало Сейбрс     | 2.22       |
| 3                                            | Мартін Бродо   | Нью-Джерсі Девілс  | 2.24       |
| 4                                            | Антті Ніємі    | Чикаго Блекгокс    | 2.25       |
| 5                                            | Джиммі Говард  | Детройт Ред-Вінгс  | 2.26       |
| За кількістю сухих матчів                    |                |                    |            |
| #                                            | Гравець        | Команда            | Сухі матчі |
| 1                                            | Мартін Бродо   | Нью-Джерсі Девілс  | 9          |
| 2                                            | Ілля Бризгалов | Фінікс Койотс      | 8          |
| 3                                            | Антті Ніємі    | Чикаго Блекгокс    | 7          |
| 3                                            | Крейг Андерсон | Колорадо Аваланч   | 7          |
| 3                                            | Томаш Вокоун   | Флорида Пантерс    | 7          |

## Плей-оф
|  | Чвертьфінали конференції | Чвертьфінали конференції              | Чвертьфінали конференції |   |                 | Півфінали конференції | Півфінали конференції | Півфінали конференції |                    |                    | Фінали конференції  | Фінали конференції  | Фінали конференції  |  |  | Фінал Кубка Стенлі | Фінал Кубка Стенлі | Фінал Кубка Стенлі |
|  |                          |                                       |                          |   |                 |                       |                       |                       |                    |                    |                     |                     |                     |  |  |                    |                    |                    |
|  | 1                        | Вашингтон Кепіталс                    | 3                        |   |                 | 4                     | Піттсбург Пінгвінс    | 3                     |                    |                    |                     |                     |                     |  |  |                    |                    |                    |
|  | 8                        | Монреаль Канадієнс                    | 4                        |   |                 | 8                     | Монреаль Канадієнс    | 4                     |                    |                    |                     |                     |                     |  |  |                    |                    |                    |
|  |                          |                                       |                          |   |                 |                       |                       |                       |                    |                    |                     |                     |                     |  |  |                    |                    |                    |
|  | 2                        | Нью-Джерсі Девілс                     | 1                        |   |                 |                       |                       |                       | Східна конференція | Східна конференція | Східна конференція  | Східна конференція  | Східна конференція  |  |  |                    |                    |                    |
|  | 2                        | Нью-Джерсі Девілс                     | 1                        |   |                 |                       |                       |                       | Східна конференція | Східна конференція | Східна конференція  | Східна конференція  | Східна конференція  |  |  |                    |                    |                    |
|  | 7                        | Філадельфія Флайєрс                   | 4                        |   |                 |                       |                       |                       |                    |                    |                     |                     |                     |  |  |                    |                    |                    |
|  | 7                        | Філадельфія Флайєрс                   | 4                        |   |                 |                       |                       |                       |                    | 7                  | Філадельфія Флайєрс | 4                   |                     |  |  |                    |                    |                    |
|  |                          |                                       |                          |   |                 |                       |                       |                       |                    | 7                  | Філадельфія Флайєрс | 4                   |                     |  |  |                    |                    |                    |
|  |                          | 8                                     | Монреаль Канадієнс       | 1 |                 |                       |                       |                       |                    |                    |                     |                     |                     |  |  |                    |                    |                    |
|  | 3                        | 8                                     | Монреаль Канадієнс       | 1 | Баффало Сейбрс  | 2                     |                       |                       |                    |                    |                     |                     |                     |  |  |                    |                    |                    |
|  | 3                        |                                       |                          |   | Баффало Сейбрс  | 2                     |                       |                       |                    |                    |                     |                     |                     |  |  |                    |                    |                    |
|  | 6                        | Бостон Брюїнс                         | 4                        |   |                 |                       |                       |                       |                    |                    |                     |                     |                     |  |  |                    |                    |                    |
|  | 6                        | Бостон Брюїнс                         | 4                        |   |                 |                       |                       |                       |                    |                    |                     |                     |                     |  |  |                    |                    |                    |
|  |                          |                                       |                          |   |                 |                       |                       |                       |                    |                    |                     |                     |                     |  |  |                    |                    |                    |
|  |                          |                                       |                          |   |                 |                       |                       |                       |                    |                    |                     |                     |                     |  |  |                    |                    |                    |
|  | 4                        | Піттсбург Пінгвінс                    | 4                        |   | 6               | Бостон Брюїнс         | 3                     |                       |                    |                    |                     |                     |                     |  |  |                    |                    |                    |
|  | 4                        | Піттсбург Пінгвінс                    | 4                        |   | 6               | Бостон Брюїнс         | 3                     |                       |                    |                    |                     |                     |                     |  |  |                    |                    |                    |
|  | 5                        | Оттава Сенаторс                       | 2                        |   |                 | 7                     | Філадельфія Флайєрс   | 4                     |                    |                    |                     |                     |                     |  |  |                    |                    |                    |
|  | 5                        | Оттава Сенаторс                       | 2                        |   |                 |                       |                       |                       |                    | 7                  | Філадельфія Флайєрс | 2                   |                     |  |  |                    |                    |                    |
|  |                          | (Пари пересіяні після першого раунду) |                          |   |                 |                       |                       |                       |                    | 7                  | Філадельфія Флайєрс | 2                   |                     |  |  |                    |                    |                    |
|  |                          | 2                                     | Чикаго Блекгокс          | 4 |                 |                       |                       |                       |                    |                    |                     |                     |                     |  |  |                    |                    |                    |
|  | 1                        | 2                                     | Чикаго Блекгокс          | 4 | Сан-Хосе Шаркс  | 4                     |                       |                       | 1                  | Сан-Хосе Шаркс     | 4                   |                     |                     |  |  |                    |                    |                    |
|  | 1                        |                                       |                          |   | Сан-Хосе Шаркс  | 4                     |                       |                       | 1                  | Сан-Хосе Шаркс     | 4                   |                     |                     |  |  |                    |                    |                    |
|  | 8                        | Колорадо Аваланш                      | 2                        |   |                 | 5                     | Детройт Ред-Вінгс     | 1                     |                    |                    |                     |                     |                     |  |  |                    |                    |                    |
|  | 8                        | Колорадо Аваланш                      | 2                        |   |                 | 5                     | Детройт Ред-Вінгс     | 1                     |                    |                    |                     |                     |                     |  |  |                    |                    |                    |
|  |                          |                                       |                          |   |                 |                       |                       |                       |                    |                    |                     |                     |                     |  |  |                    |                    |                    |
|  | 2                        | Чикаго Блекгокс                       | 4                        |   |                 |                       |                       |                       |                    |                    |                     |                     |                     |  |  |                    |                    |                    |
|  | 2                        | Чикаго Блекгокс                       | 4                        |   |                 |                       |                       |                       |                    |                    |                     |                     |                     |  |  |                    |                    |                    |
|  | 7                        | Нашвілл Предаторс                     | 2                        |   |                 |                       |                       |                       |                    |                    |                     |                     |                     |  |  |                    |                    |                    |
|  | 7                        | Нашвілл Предаторс                     | 2                        |   |                 |                       |                       |                       | 1                  | Сан-Хосе Шаркс     | 0                   |                     |                     |  |  |                    |                    |                    |
|  |                          |                                       |                          |   |                 |                       |                       |                       | 1                  | Сан-Хосе Шаркс     | 0                   |                     |                     |  |  |                    |                    |                    |
|  |                          | 2                                     | Чикаго Блекгокс          | 4 |                 |                       |                       |                       |                    |                    |                     |                     |                     |  |  |                    |                    |                    |
|  | 3                        | 2                                     | Чикаго Блекгокс          | 4 | Ванкувер Кенакс | 4                     |                       |                       |                    |                    |                     |                     |                     |  |  |                    |                    |                    |
|  | 3                        |                                       |                          |   | Ванкувер Кенакс | 4                     |                       |                       |                    |                    |                     |                     |                     |  |  |                    |                    |                    |
|  | 6                        | Лос-Анджелес Кінгс                    | 2                        |   |                 |                       |                       |                       |                    |                    | Західна конференція | Західна конференція | Західна конференція |  |  |                    |                    |                    |
|  | 6                        | Лос-Анджелес Кінгс                    | 2                        |   |                 |                       |                       |                       |                    |                    | Західна конференція | Західна конференція | Західна конференція |  |  |                    |                    |                    |
|  |                          |                                       |                          |   |                 |                       |                       |                       |                    |                    |                     |                     |                     |  |  |                    |                    |                    |
|  | 4                        | Фінікс Койотс                         | 3                        |   | 2               | Чикаго Блекгокс       | 4                     |                       |                    |                    |                     |                     |                     |  |  |                    |                    |                    |
|  | 4                        | Фінікс Койотс                         | 3                        |   | 2               | Чикаго Блекгокс       | 4                     |                       |                    |                    |                     |                     |                     |  |  |                    |                    |                    |
|  | 5                        | Детройт Ред-Вінгс                     | 4                        |   |                 | 3                     | Ванкувер Кенакс       | 2                     |                    |                    |                     |                     |                     |  |  |                    |                    |                    |

## Призи та нагороди сезону
| Нагороди                     | Володар(и)                                                             |
| ---------------------------- | ---------------------------------------------------------------------- |
| Кубок Президента             | Вашингтон Кепіталс                                                     |
| Приз принца Уельського       | Філадельфія Флайєрс                                                    |
| Приз Кларенса С. Кемпбела    | Чикаго Блекгокс                                                        |
| Трофей Арта Росса            | Генрік Седін (Ванкувер Канакс)                                         |
| Приз Білла Мастертона        | Жозе Теодор (Вашингтон Кепіталс)                                       |
| Пам'ятний трофей Колдера     | Тайлер Майєрс (Баффало Сейбрс)                                         |
| Трофей Конна Смайта          | Джонатан Тейвз (Чикаго Блекгокс)                                       |
| Приз Франка Селке            | Павло Дацюк (Детройт Ред-Вінгс)                                        |
| Пам'ятний трофей Гарта       | Генрік Седін (Ванкувер Канакс)                                         |
| Нагорода Джека Адамса        | Девід Тіппетт (Фінікс Койотс)                                          |
| Приз Джеймса Норріса         | Данкан Кіт (Чикаго Блекгокс)                                           |
| Приз Кінга Кленсі            | Шейн Доун (Фінікс Койотс)                                              |
| Приз Леді Бінг               | Мартін Сан-Луї (Тампа-Бей Лайтнінг)                                    |
| Нагорода Теда Ліндсея        | Олександр Овечкін (Вашингтон Кепіталс)                                 |
| Моріс Рішар Трофі            | Сідні Кросбі (Піттсбург Пінгвінс) Стівен Стемкос (Tampa Bay Lightning) |
| Нагорода Плюс-Мінус          | Джеф Шульц (Вашингтон Кепіталс)                                        |
| Нагорода Роджера Кроз'єра    | Туукка Раск (Бостон Брюїнс)                                            |
| Трофей Везини                | Раєн Міллер (Баффало Сейбрс)                                           |
| Трофей Вільяма М. Дженнінгса | Мартін Бродо (Нью-Джерсі Девілс)                                       |
| Трофей Лестера Патрика       | Девід Ендрюс, Кем Нілі, Джек Паркер, Джеррі Йорк                       |

## Команда всіх зірок
Перша команда всіх зірок
- Нападники: Олександр Овечкін • Генрік Седін • Патрік Кейн
- Захисники: Майк Грін • Данкан Кіт
- Воротар: Раєн Міллер

Друга команда всіх зірок
- Нападники: Даніель Седін • Сідні Кросбі • Мартен Сан-Луї
- Захисники: Дрю Дауті • Ніклас Лідстрем
- Воротар: Ілля Бризгалов

Молодіжна команда всіх зірок
- Нападники: Ніклас Бергфорс • Метт Дюшен • Джон Таварес
- Захисники: Майкл Дель Дзотто • Тайлер Маєрс
- Воротар: Джиммі Говард

## Дебютанти сезону
- Джеймі Бенн, Даллас Старс
- Метт Дюшен, Колорадо Аваланч
- Віктор Гедман, Tampa Bay Lightning
- Евандер Кейн, Атланта Трешерс
- Ерік Карлссон, Оттава Сенаторс
- Бред Маршенд, Бостон Брюїнс
- Тайлер Маєрс, Баффало Сейбрс
- Джон Таварес, Нью-Йорк Айлендерс
- Логан Кутюр, Сан-Хосе Шаркс
- Раєн О'Райллі, Колорадо Аваланч
- Пі-Кей Суббан, Монреаль Канадієнс

## Завершили кар'єру
Список гравців, що завершили ігрову кар'єру в НХЛ.
| Гравець         | Клуб                | Коментар |
| --------------- | ------------------- | --- |
| Роб Блейк       | Сан-Хосе Шаркс      | Володар Кубка Стенлі в складі Колорадо Аваланч, учасник 6-и матчів усіх зірок НХЛ, володар пам'ятного трофею Джеймса Норріса, Олімпійський чемпіон, провів понад 1200 матчів.                                                      |
| Дональд Брашир  | Нью-Йорк Рейнджерс  | Провів понад 1000 матчів. |
| Род Бріндамор   | Кароліна Гаррікейнс | Володар Кубка Стенлі в складі «Гаррікейнс», 2-разовий володар Приза Франка Селке, учасник матчу всіх зірок НХЛ, провів понад 1400 матчів.                                                                                          |
| Джонатан Чічу   | Оттава Сенаторс     | Володар Трофею Моріса Рішара, учасник матчу всіх зірок НХЛ. |
| Кріс Челіос     | Атланта Трешерс     | Володар 3-х Кубків Стенлі в складі Монреаль Канадієнс і Детройт Ред Вінгз, учасник 11-ти матчів усіх зірок НХЛ, 3-разовий володар пам'ятного трофею Джеймса Норріса, срібний медаліст Олімпійських ігор, провів понад 1600 матчів. |
| Павол Демітра   | Ванкувер Канакс     | Учасник трьох матчів усіх зірок НХЛ, Приз Леді Бінг. |
| Білл Герін      | Піттсбург Пінгвінс  | Володар 2-х Кубків Стенлі в складі Нью-Джерсі Девілс і «Пінгвінс», учасник 4-ох матчів усіх зірок НХЛ, срібний медаліст Олімпійських ігор, провів понад 1200 матчів.                                                               |
| Крістобаль Юе   | Чикаго Блекгокс     | Володар Кубка Стенлі в складі «Блекгокс», Нагорода Роджера Кроз'єра, учасник матчу всіх зірок НХЛ. |
| Пол Карія       | Сент-Луїс Блюз      | Учасник 7-и матчів всіх зірок НХЛ, Приз Леді Бінг, Олімпійський чемпіон. |
| Роберт Ланг     | Фінікс Койотс       | Бронзовий призер Олімпійських ігор; учасник матчу всіх зірок НХЛ. |
| Ян Лаперр'єр    | Філадельфія Флайєрз | Провів понад 1000 матчів. |
| Менні Легасі    | Кароліна Гаррікейнс | Володар Кубка Стенлі в складі «Детройт Ред Вінгз», срібний медаліст Олімпійських ігор, учасник матчу всіх зірок НХЛ. |
| Єре Лехтінен    | Даллас Старс        | Володар Кубка Стенлі в складі «Старс», учасник двох матчів усіх зірок НХЛ, 3-разовий володар Приза Франка Селке. |
| Кірк Малтбі     | Детройт Ред Вінгз   | Володар 4-х Кубків Стенлі в складі «Детройт Ред Вінгз», провів понад 1000 матчів. |
| Бред Мей        | Детройт Ред Вінгз   | Володар Кубка Стенлі в складі Анагайм Дакс, провів понад 1000 матчів. |
| Скотт Нідермаєр | Анагайм Дакс        | Володар 4-х Кубків Стенлі в складі «Нью-Джерсі Девілс» і «Дакс», учасник 5-и матчів усіх зірок НХЛ, Приз Конна Сміта, Приз Джеймса Норріса, Олімпійський чемпіон, провів понад 1200 матчів.                                        |
| Оуен Нолан      | Міннесота Вайлд     | учасник 4-х матчів всіх зірок НХЛ, Олімпійський чемпіон, провів понад 1200 матчів. |
| Мірослав Шатан  | Бостон Брюїнс       | Володар Кубка Стенлі в складі Піттсбург Пінгвінс, учасник двох матчів усіх зірок НХЛ, провів понад 1000 матчів. |
| Метью Шнайдер   | Фінікс Койотс       | Учасник двох матчів усіх зірок НХЛ; провів понад 1200 матчів. |
| Мартін Шкоула   | Нью-Джерсі Девілс   | Володар Кубка Стенлі в складі «Колорадо Аваланч», учасник матчу всіх зірок НХЛ. |
| Дерріл Сідор    | Сент-Луїс Блюз      | Володар 2-х Кубків Стенлі в складі Даллас Старс і Тампа-Бей Лайтнінг, учасник двох матчів усіх зірок НХЛ, провів понад 1200 матчів.                                                                                                |
| Кіт Ткачук      | Сент-Луїс Блюз      | Учасник 5-и матчів всіх зірок НХЛ, срібний медаліст Олімпійських ігор, провів понад 1200 матчів. |
| Аарон Ворд      | Анагайм Дакс        | Володар 3-х Кубків Стенлі в складі «Детройт Ред Вінгз» і «Кароліна Гаррікейнс». |
| Стефан Єлль     | Колорадо Аваланч    | Володар 2-х Кубків Стенлі в складі «Аваланч». |